# Observatoire Fred Lawrence Whipple
L'observatoire Fred Lawrence Whipple est un observatoire astronomique appartenant à la Smithsonian Institution et c'est leur plus grande installation hors de leur campus situé à Cambridge dans le Massachusetts.
Il se situe sur le Mont Hopkins (en), près d'Amado en Arizona.

## Histoire
L'observatoire a été créé en octobre 1968.

## Équipement

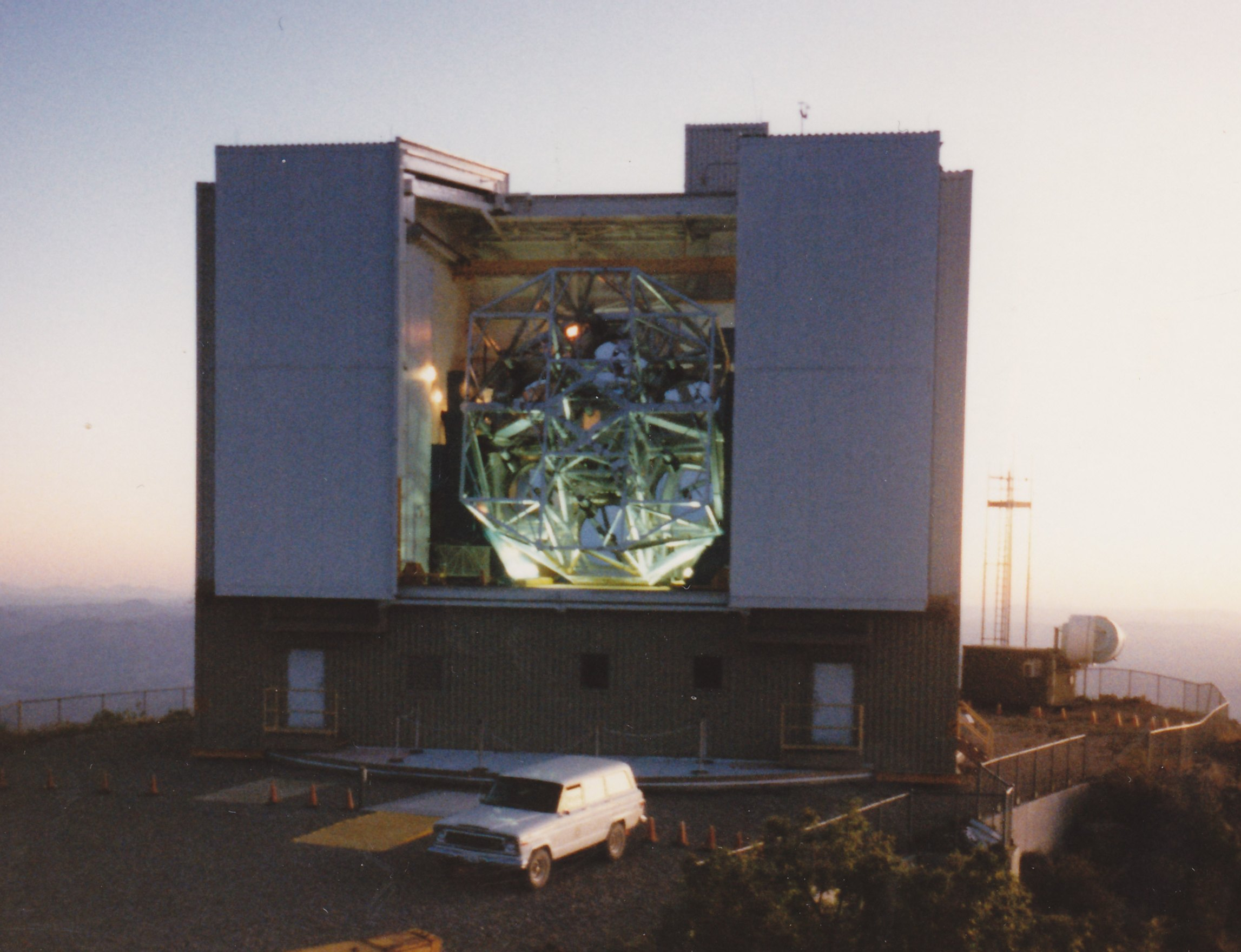
Télescope Multi-Miroir en 1981.

L'observatoire abrite le MMT qui appartient aussi à l'Université d'Arizona.
On compte aussi parmi les télescopes, des télescopes de 1,5 et 1,2 m, ainsi que le télescope PAIRITEL (Peters Automated IR Imaging Telescope, ex-2MASS) de 1,3 m et l'interféromètre IOTA de même que le HAT.
L'observatoire a été rendu célèbre par ses travaux sur l'astronomie gamma. Le premier télescope à effet Tcherenkov y a été développé (IACT pour Imaging Atmospheric Cherenkov Telescope).
Associé à de nombreux autres observatoires américains, l'observatoire participe à la construction d'un ensemble de 4 télescopes de 12 m de diamètre (dénommé VERITAS et basé sur le même principe que l'IACT) devant être situé à l'observatoire de Kitt Peak.